# Emil Frend Öfors
Emil Frend Öfors (* 13. September 1994 in Stockholm) ist ein schwedischer Handballspieler, der beim schwedischen Verein IFK Kristianstad unter Vertrag steht.

## Karriere
Emil Frend Öfors spielte seit seiner Jugend beim IFK Tumba, bevor er 2014 in die Handbollsligan zum Alingsås HK wechselte, mit dem er 2015, 2016 und 2017 schwedischer Vizemeister wurde. Mit Alingsås nahm der 1,93 Meter große Linksaußen in der Saison 2014/15 an der EHF Champions League sowie 2015/16 und 2016/17 am EHF-Pokal teil.
Im Juli 2017 unterschrieb er einen Vertrag für die Saison 2017/18 beim deutschen Bundesligisten THW Kiel, bei dem er den langzeitverletzten Raul Santos ersetzte. Sein Debüt beim THW Kiel feierte er am 1. August 2017 bei einem Testspiel gegen die SG Flensburg-Handewitt, wo er drei Tore erzielte. Zur Saison 2018/19 wechselte er zur HSG Wetzlar. Seit dem Sommer 2020 steht er beim schwedischen Erstligisten IFK Kristianstad unter Vertrag. Mit Kristianstad gewann er 2023 sowohl die schwedische Meisterschaft als auch den schwedischen Pokal.
Öfors debütierte im Januar 2017 in der schwedischen Nationalmannschaft, mit der er an der Weltmeisterschaft 2017 in Frankreich teilnahm.